# 16123 Jessiecheng
A 16123 Jessiecheng (ideiglenes jelöléssel 1999 XQ83) a Naprendszer kisbolygóövében található aszteroida. A LINEAR projekt keretében fedezték fel 1999. december 7-én.